# Vitan
Vitan (Malus domestica 'Vitan') je ovocný strom, kultivar druhu jabloň domácí z čeledi  růžovitých. Plody středně velké, vhodné pro konzum. Dozrává v září, dozrává v říjnu, ve skladu vydrží do prosince.

## Historie

### Původ
Byla vypěstována v ČR v roce 2003 byla zaregistrována, šlechtitelem bylo ŠS Těchobuzice. Odrůda Vitan vznikla zkřížením více odrůd Golden Delicious a nepojmenovaného hybridu TE - 317.

## Vlastnosti
Odrůda je vhodná do vyšších a středních poloh. Preferuje polopropustné půdy, dostatečně zásobené živinami, přiměřeně vlhké. Odrůda náročná na tvarovací řez, letní řez je vhodný. Plodnost je velká s tendencí k přeplození, probírka plůdků nutná.

### Růst
Růst bujný později až slabý. Vytvářejí kulovité rozložité koruny. Plodí na středně dlouhém obrostu. Plodonosný obrost je na středně dlouhých letorostech.

### Plodnost
Plodí středně, mnoho, probírka nutná.

## Plod
Plod je kuželovitý, střední až velký. Slupka zelenožlutá s červenooranžovým žíháním a líčkem. Dužnina je nažloutlá a šťavnatá, nasládlá. 

## Choroby a škůdci
Odrůda je středně napadána padlím a strupovitostí.